# Hemerotrecha prenticei
Espèce
Hemerotrecha prenticei est une espèce de solifuges de la famille des Eremobatidae.

## Distribution
Cette espèce est endémique de Californie aux États-Unis,.

## Description
Le mâle holotype mesure 10,5 mm et la femelle paratype 10,5 mm.

## Étymologie
Cette espèce est nommée en l'honneur de Thomas R. Prentice.

## Publication originale
- Brookhart & Cushing, 2008 : Hemerotrecha banksi (Arachnida, Solifugae), a diurnal group of solifuges from North America. Journal of Arachnology, vol. 36, no 1, p. 49-64 (texte intégral).